# 中曹司街道
中曹司街道是中华人民共和国贵州省貴陽市南明区下辖的一个街道办事处。

## 行政区划
中曹司街道下辖以下村级行政区划单位：
皂角井路社区、四方河路社区、荫塘巷社区、九洲巷社区、四喜巷社区、五湖巷社区、菊花洞路社区、上坝路社区、垄岩路社区、中坝幸福小区第一社区、中坝幸福小区第二社区、中坝幸福小区第三社区。